# Joseph de Puisaye
Joseph-Geneviève conte di Puisaye (Mortagne-au-Perche, 1755 – Hammersmith, 13 settembre 1827) è stato un generale francese.
Fu uno dei principali capi chouan che combatterono le Guerre di Vandea.
Nacque in una famiglia della vecchia nobiltà francese che occupa l'incarico ereditario dei balivi di Perche. Come molti giovani nobili dei rami cadetti, doveva scegliere tra l'entrare in un ordine monastico (ebbe la tonsura a 7 anni) o abbracciare la carriera militare e alla fine scelse quest'ultima.
Nel 1783, diviene colonnello dei "Cent-Suisses" un corpo militare di guardie del re e nominato cavaliere dell'Ordine di San Luigi. Nel 1788, sposa Louise Sesne, marchesa di Ménilles e proprietario del castello di Ménilles, vicino a Pacy-sur-Eure. 
Ma i legami con la sua terra natale rimangono molto forti perché nel 1789, è eletto deputato della nobiltà di Perche agli Stati generali. 
Il 24 giugno 1790, protesta contro l'abolizione della nobiltà. Promosso nel 1791 maresciallo di campo, si ritira dopo nella sua terra di Ménilles e viene eletto comandante della guardia nazionale della zona di Évreux.
Nel 1793, allo scoppio delle Guerre di Vandea viene scelto come capo chouan e inizierà a combattere i repubblicani nella Bretagna e nella Vandea Militare. Questo lo porterà anche in contatto con i futuri sovrani Luigi XVIII e Carlo X in particolare andrà sotto gli ordini di quest'ultimo e ha fatto da suo portavoce in Vandea. 
Combatterà fino alla Terza guerra di Vandea, ma nella battaglia di Quiberon ottiene la sconfitta decisiva che lo fa fuggire a Londra. Qualche anno dopo nel 1798 viene mandato in Alto Canada dove crea una colonna chouan per impedire l'influenza repubblicana già affermatasi negli USA anche in Canada. Non tornerà in Francia dopo la Restaurazione, ma si ritirerà in una fattoria a nord di Londra dove, già vedovo, si sposa con Susanna Smithers, la sua governante, e con lei vivrà nella loro fattoria fino alla fine dei suoi giorni.